# Honda Forza
L'Honda Forza è una famiglia di scooter prodotta dalla casa motociclistica giapponese Honda dal 2000.
Introdotto nella sola variante 250 come erede del modello Foresight, nel tempo la gamma si è articolata in vari modelli e varie cilindrate da 125 fino a 750 cm³.

## Honda Forza 250 (NSS250)

### Prima generazione MF06 (2000-2005)

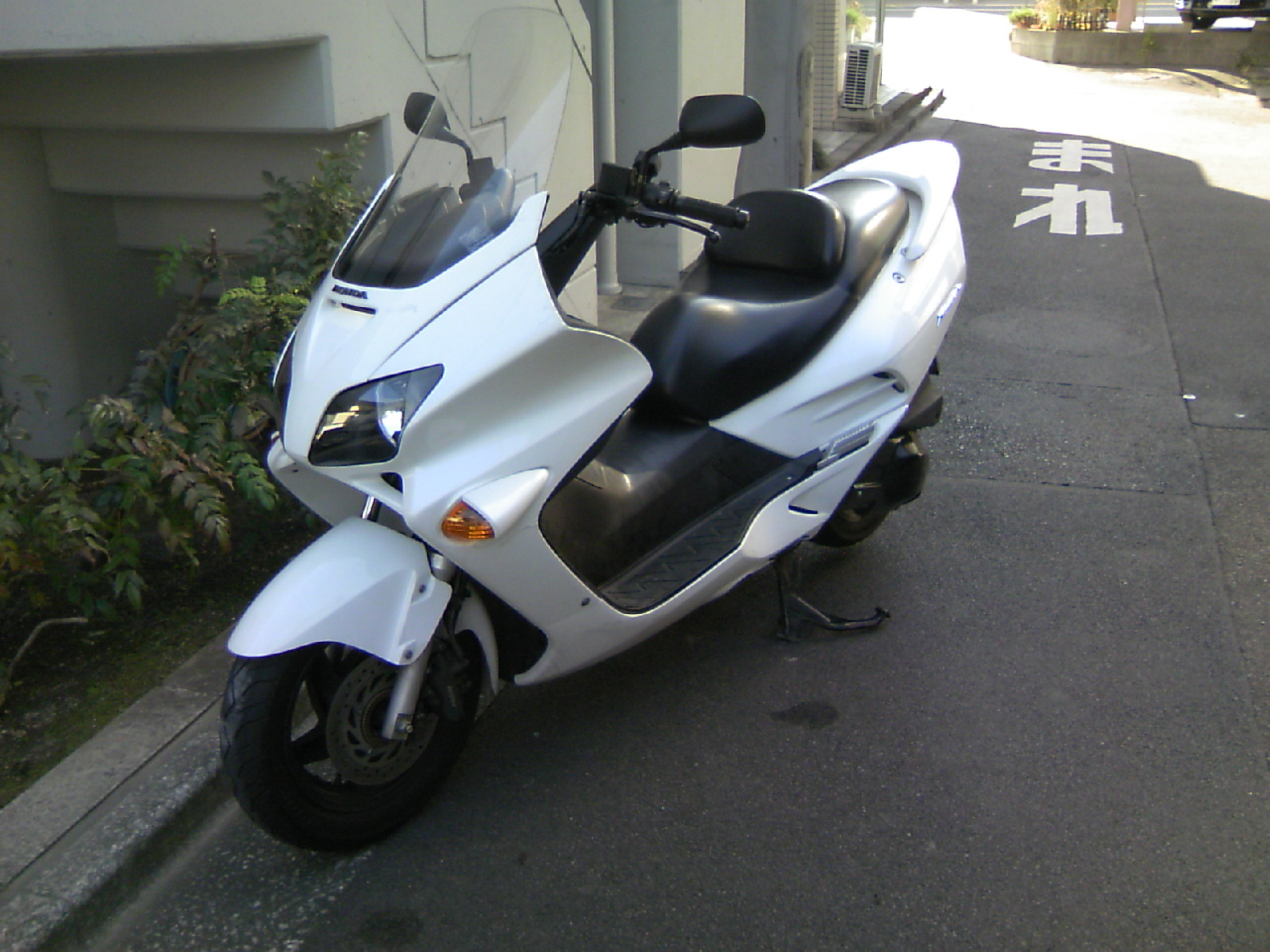
Honda Forza prima serie (MF06)

La prima generazione dell’Honda Forza venne presentata in Giappone il 18 marzo 2000. Noto con il codice di telaio MF06, lo scooter era stato inteso come successore del modello Honda Foresight dal quale ne riprende la ciclistica. Tuttavia, a casa dell’ottimo successo riscontrato dal Foresight, non lo sostituì ma l’affiancò durante tutto il suo ciclo di vita.
Il Forza è uno scooter medio a ruote basse posizionato più in basso rispetto al Silver Wing. In Europa è stato venduto dal 2001 con la denominazione Honda Jazz mentre in Nord America come Honda Reflex.
Esteticamente presentava una linea dal design sportivo con il frontale a V e doppi fanali ispirati alla Honda CBR600F. Ampia sella biposto con sedute su due livelli e posteriore con design ispirato alla Honda S2000.
Presenta ruote anteriori da 13” e posteriori da 12” e impianto frenante a doppio disco. Il modello Jazz europeo venne offerto in due versioni: base e la più ricca “ES” con ABS e frenata combinata CBS di serie. Il peso a secco dichiarato è di 164 kg.
Il motore è il classico 250 che già equipaggiava il Foresight, un monocilindrico quattro tempi raffreddato a liquido, con distribuzione monoalbero a due valvole modificato nel condotto di aspirazione e nella forma della camera di combustione. Il motore è omologato Euro 1. La potenza massima è di 19 CV (14 kW) a 7000 giri/min, coppia massima di 20,5 Nm a 5500 giri/min. Nuovo il cambio a variatore che oltre alla modalità automatica è prevista una modalità sequenziale che emula il funzionamento di un cambio a tre rapporti.
Presenta inoltre di serie il sistema Auto Idle Stop in grado di spegnere il motore (mantenendolo in “stand-by”) dopo una permanenza al minimo di 3 secondi, se il motore è già in temperatura di esercizio ed è stato preventivamente superata la velocità di 10 km/h. La semplice, successiva rotazione della manopola dell’acceleratore comanda il riavviamento. Se però il pilota scende di sella per oltre tre minuti, il sistema provvede a disattivare tutto l’impianto elettrico.
Il telaio è monotrave sdoppiato in acciaio con inclinazione cannotto sterzo di 27°, la sospensione anteriore è a forcella upside-down, steli da 33 mm e escursione 100 mm; la sospensione posteriore è a motore oscillante con doppio ammortizzatore, escursione 120 mm. La lunghezza è di 2.210 mm, l’altezza di 0.760 mm e l’altezza pari a 1.360 mm con passo di 1.545 mm.
Questa generazione non troverà molti consensi da parte del pubblico, in Giappone viene ritirata dal mercato già nel 2004, mentre la produzione per il mercato europeo ed americano termina nel 2005.

### Seconda generazione MF08 (2004-2007)

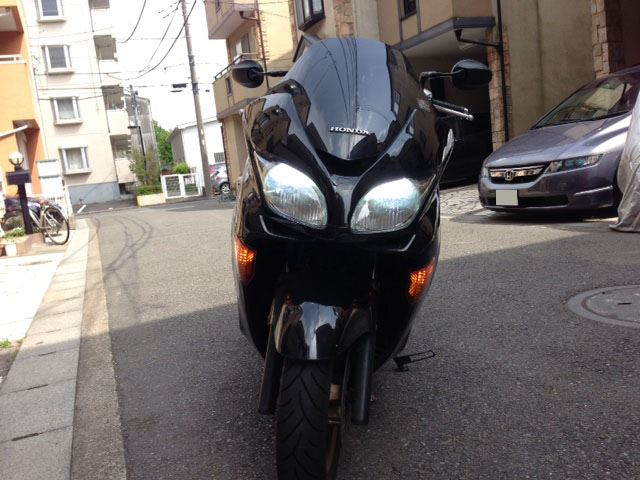
Forza MF08 seconda serie

Nel marzo 2004 Honda presenta in Giappone la seconda generazione che adotta globalmente la denominazione Forza (codice telaio MF08). In Europa viene importato dai primi mesi del 2005.
Completamento nuovo sia nel design che nell’estetica viene proposto con il solo motore 250. Adotta forme della carrozzeria più filanti con fanali più grandi e nuova sella più spaziosa e alta 710 mm da terra. Il vano sottosella aumenta la capacità fino a 62 litri, quello nel retroscudo anteriore è di 5 litri.
Viene introdotto anche l’avviamento keyless a pulsante.
La lunghezza è di 2.165 mm, larghezza di 0.755-0.760 mm e l’altezza di 1.180 mm con un passo di 1.545 mm.
Nuovo il cambio a variatore S-Matic con due modalità di guida automatiche (una, Drive, per una guida classica, e l'altra, Sport, che tiene il motore su regimi più alti per incrementare ripresa e accelerazione) e una sequenziale manuale che simula sei rapporti.
In Giappone viene offerto nelle versioni X base (con frenata combinata ma senza ABS) e Z (con frenata combinata, ABS e cambio S-Matic). In Europa viene venduto nelle versioni X ed EX (rispettivamente aventi le stesse differenze delle versioni giapponesi). L'avviamento keyless è di serie su tutte le versioni.
Il telaio è lo stesso del precedente modello con schema a doppia culla a travi in acciaio. Le sospensioni sono a forcella telescopica anteriore con steli da 33 mm, al posteriore vi sono due ammortizzatori, ancorati al gruppo motore-trasmissione, che ha la funzione oscillante.
Nonostante le numerose novità introdotte da questa generazione le vendite rimangono modeste sia all’estero che in Giappone a causa della concorrenza del più grande Honda Silver Wing che propone motori da 400 e 600 cc.
La produzione termina nel dicembre 2007 quando viene presentata la terza generazione.

### Terza generazione MF10 (2008-2012)

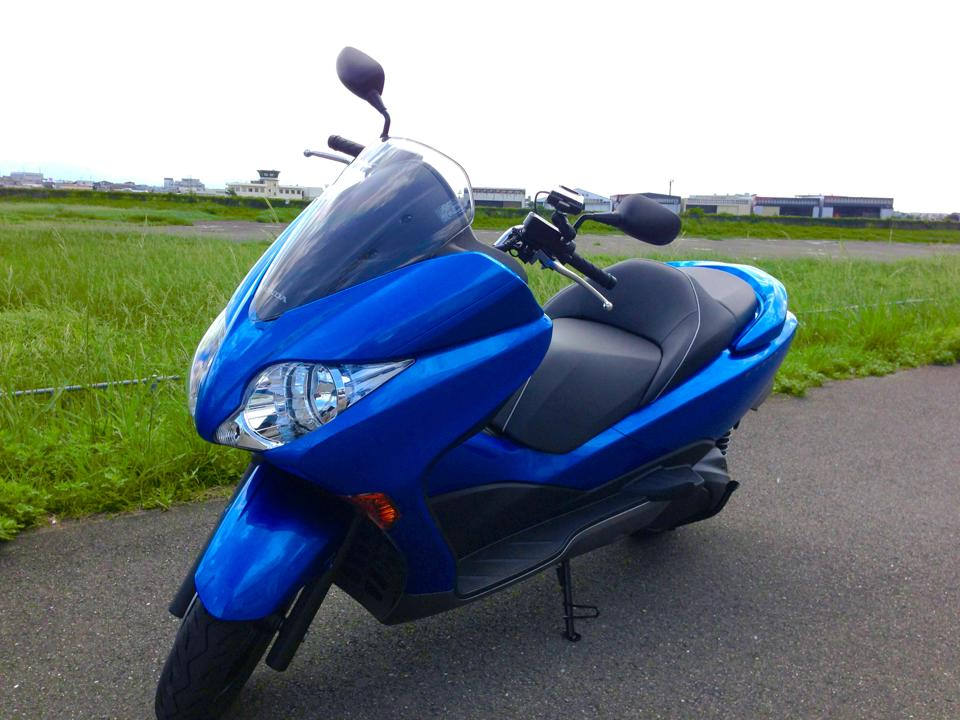
Forza terza serie (MF10)

Presentata il 25 dicembre 2007 e posta in vendita dal gennaio successivo in Europa tale modello viene venduto dalla primavera del 2008. Nota con il codice di telaio “MF10” adotta una nuova struttura realizzata con acciaio più resistente, con rigidità laterale incrementata del 60% e quella torsionale del 30%. Nuova è la forcella, con steli da 35 mm (il vecchio l’aveva da 33 mm) con maggiore escursione. Nuova anche la sospensione posteriore. La sella è alta 710 mm da terra, il peso a secco dichiarato è di 196 kg. La lunghezza è di 2.185 mm, larghezza di 0.750 mm e l’altezza di 1.180 mm.
Il motore è il monocilindrico 250 raffreddato a liquido con distribuzione ora a quattro valvole e alimentazione a iniezione elettronica da 249 cc effettivi che eroga la potenza massima di 21,8 cv a 7.500 giri/min con
coppia di 22 Nm a 6.000 giri/min. Il motore è omologato Euro 3.
In Europa continua ad essere proposto nelle versioni X, con trasmissione automatica a variazione continua convenzionale e frenata combinata di serie, e quella di punta EX, che monta invece ABS e la nuova trasmissione S-Matic Evo con 4 modalità di guida differenti: due sfruttano normalmente il variatore come uno scooter tradizionale (Drive e Sport con le stesse caratteristiche e comportamento della generazione precedente), mentre le altre due sono sequenziali e simulano sette marce (una manuale e una automatica che si adegua in base allo stile di guida, al carico e alla pendenza della strada). Anche in questa generazione, è di serie l'avviamento Keyless per entrambe le versioni.
La terza serie sarà venduta in Europa fino al 2012 sostituita l’anno successivo da una nuova generazione prodotta dalla Honda ad Atessa. In Giappone e alcuni mercati asiatici invece il Forza di terza generazione continuerà ad esser prodotto fino al 2016.

### Quarta generazione MF12 (2013- 2017)

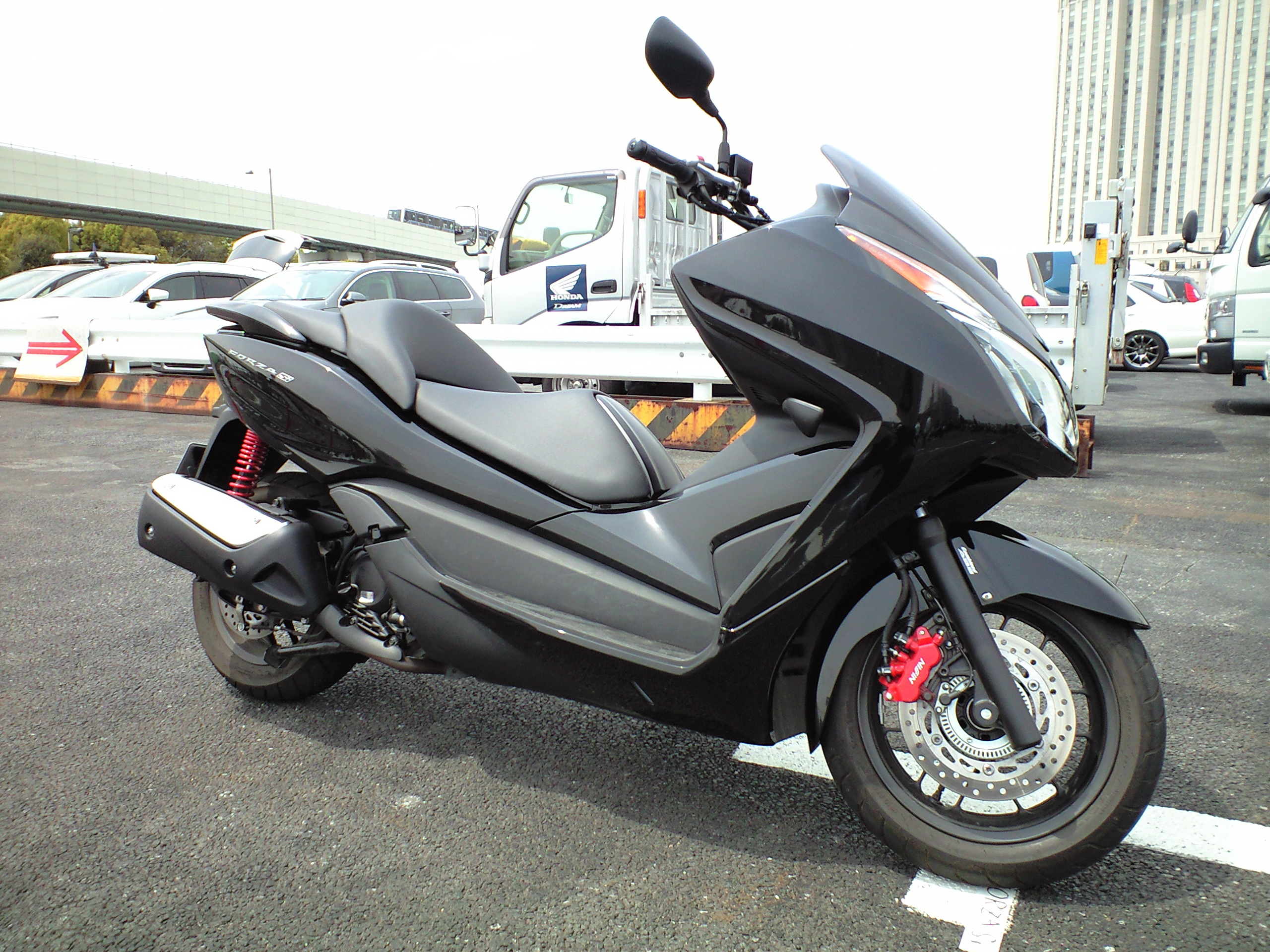
Forza-Si 250 (serie MF12) per il mercato giapponese

Questa generazione (MF12) viene presentata il 19 luglio 2013; viene ribattezzata in Giappone Forza-Si e la produzione viene svolta in Thailandia. Il nome Forza-Si viene adottato per distinguerlo dal precedente Forza che è rimasto in produzione nello stabilimento giapponese e venduto solo sul mercato locale.
La serie MF12 è specifica per il mercato giapponese e si basa sul Forza 300 (NSS300) venduto in Europa, mantiene la stessa estetica e la stessa ciclistica, a cambiare però è il motore, un 249 cc per rientrare nei parametri fiscali giapponesi che incentivano tale cubatura. Tale motore è un’evoluzione del precedente 250 ed eroga 23 CV a 7500 giri/min e 23 Nm di coppia massima a 6000 giri/min. Il peso a vuoto è di 176 kg, quello con pieno di benzina è di 192 kg. Le dimensioni sono le stesse del 300 europeo.
Nuova la trasmissione V-Matic che è una classica automatica a variatore e perde la modalità manuale.
La produzione termina nel 2017.
Dalla serie MF12 è stato derivato un altro scooter, l’Honda Faze 250 (codice MF11) venduto solo sul mercato asiatico.

### Quinta generazione MF13 (2018-2020)

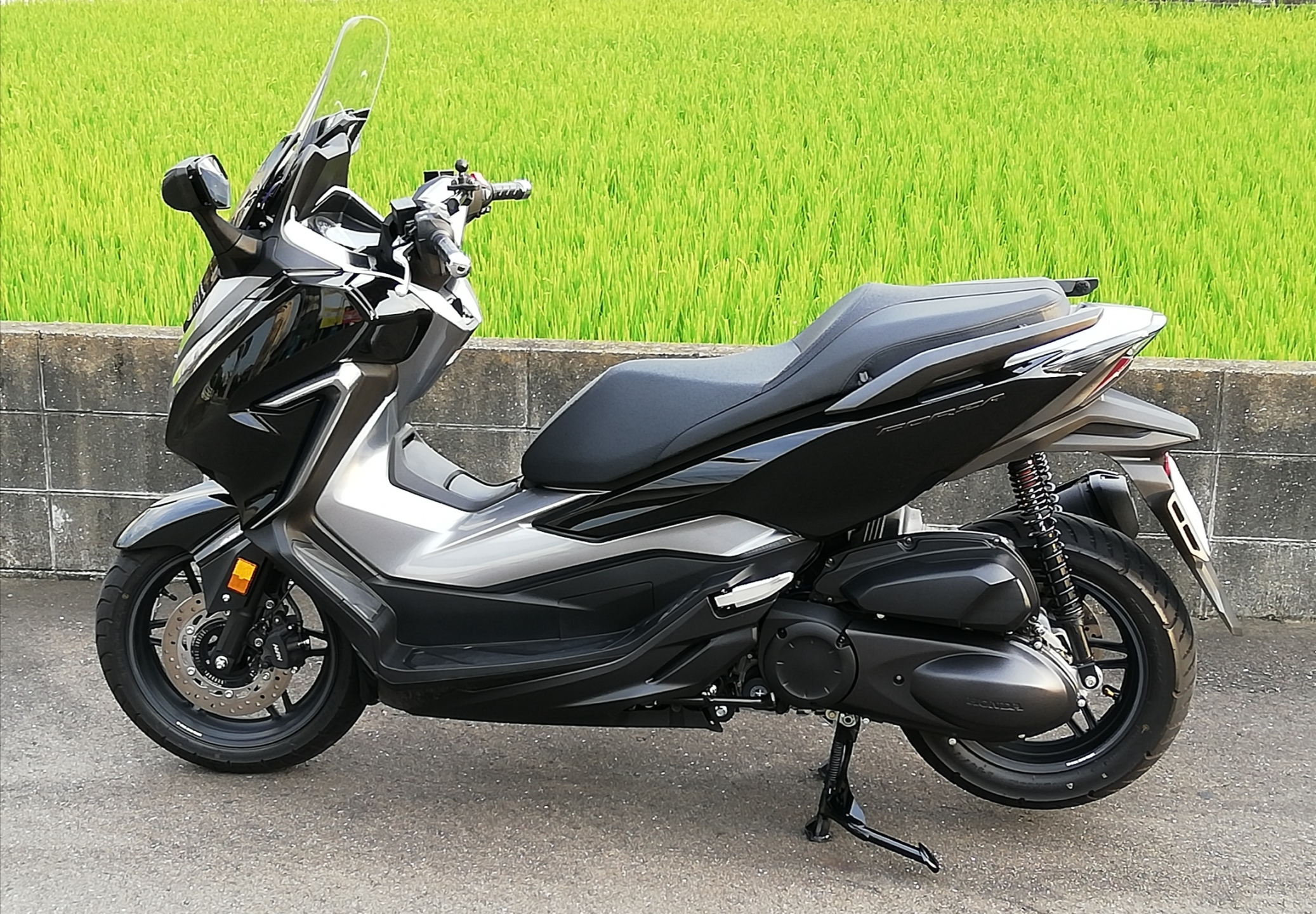
Honda Forza 250 serie MF13

La quinta serie (MF13) viene presentata il 18 maggio 2018 in Giappone, costruita in Thailandia e basata sulla stessa meccanica del Forza 300 (NF08) fatto in Italia.
Riprende le stesse caratteristiche ciclistiche ed estetiche della serie NF08 europea, e cambia solo il motore che è un 248 cc monocilindrico quattro tempi raffreddato a liquido che eroga 23 cavalli a 7.500 giri/min e una coppia massima di 24 Nm a 6.250 giri/min. Ha un peso (con pieno) di 184 kg. Le dimensioni sono: 2.140 mm di lunghezza, 750 mm di larghezza e 1.355 mm di altezza.

### Sesta generazione MF15 (2021-2022)
Presentata nel marzo 2021 la serie MF15 è specifica per il mercato giapponese ed è un lieve restyling della precedente. Cambia lo scudo anteriore con nuovo parabrezza regolabile con escursione di 140 mm, e viene introdotto il nuovo motore 250 eSP+ da 249 cc quattro tempi a quattro valvole che eroga 23 cavalli a 7.750 giri/min e 24 Nm di coppia a 6.250 giri/min. Le dimensioni sono 2.145 mm di lunghezza, 750 mm di altezza e 1.360 mm di altezza. La produzione avviene in Thailandia.

### Settima generazione MF17 (dal 2022)
Presentata nel dicembre 2022 la serie MF17 è specifica per il mercato giapponese ed adotta le stesse caratteristiche estetiche del modello 350 fabbricato in Italia: nuovo scudo frontale privo di cromature, nuovo fanale anteriore e posteriore. Invariate le dimensioni e il motore che viene aggiornato secondo le nuove normative di emissioni giapponesi Heisei 32.

## Honda Forza 300 (NSS300)

### Prima generazione NF04 (2013-2017)

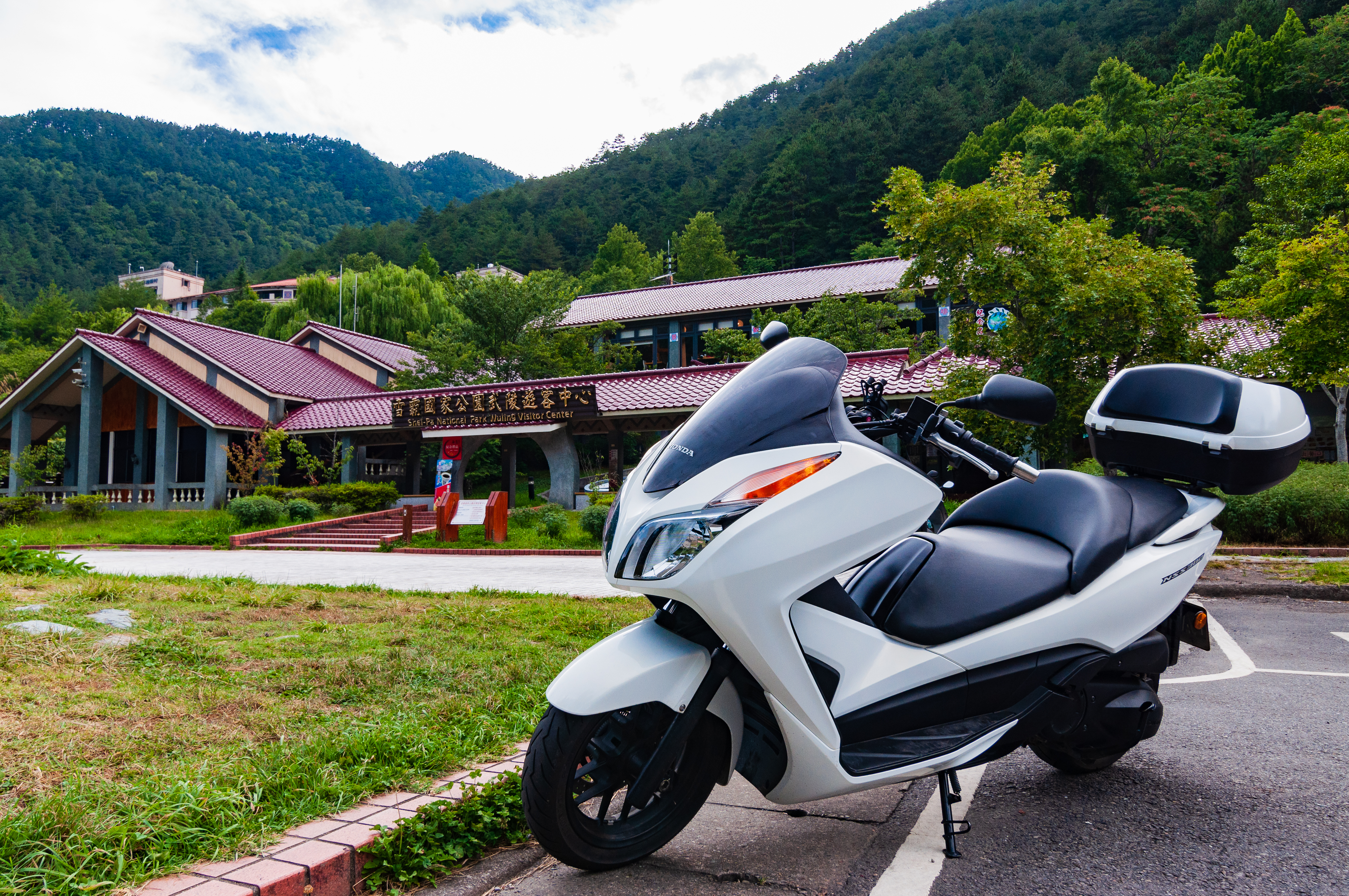
Forza 300 prima serie

Presentato ad EICMA nel novembre 2012 e posto in vendita dai primi mesi del 2013, la quarta generazione del Forza adotta per la prima volta un nuovo motore 300 (codice progetto NS300) che manda in pensione definitivamente il vecchio 250 nel mercato europeo.
Questa nuova generazione viene prodotta in Italia nello stabilimento Honda di Atessa poiché in Giappone resta in produzione la vecchia serie 250.
Progettato in Giappone da Kenichi Senda e disegnato congiuntamente dal centro stile Honda italiano e quello giapponese, possiede un design con forme più morbide e aerodinamiche, con doppi fanali anteriori che si estendono verso l’alto, strumentazione a quattro quadranti analogici di forma circolare e computer di bordo centrale.
Il telaio è una versione aggiornata del precedente con forcella telescopica da 35 mm, doppi ammortizzatori posteriori e forcellone in alluminio. Tutti i modelli hanno ora di serie l’ABS e la frenata combinata CBS. Il peso a secco è di 175,4 kg, in ordine di marcia è pari a 194 kg. Le ruote sono da 14 pollici all’anteriore, da 13 pollici al posteriore) con pneumatici 120/70-14” anteriore e 140/70-13” posteriore. L’impianto frenante si compone di disco da 256 mm a 3 pistoncini all’anteriore e da disco da 240 mm 1 pistoncino al posteriore. La sella è alta 716 mm da terra.
La lunghezza è di 2.166 mm, la larghezza di 753 mm e l’altezza di 1.189 mm. Il passo misura 1.546 mm
Il motore è derivato dall’SH 300i: si tratta del monocilindrico 279 cc con distribuzione monoalbero a 4 valvole, alimentazione a iniezione elettronica PGM-FI e raffreddamento a liquido con cilindro disassato (5 mm sul lato scarico). La potenza massima è di 19 kW (25,8 CV) a 8.250 giri/min mentre la coppia massima è di 25,7 Nm a 6.000 giri/min.

### Seconda generazione NF08 (2018-2020)

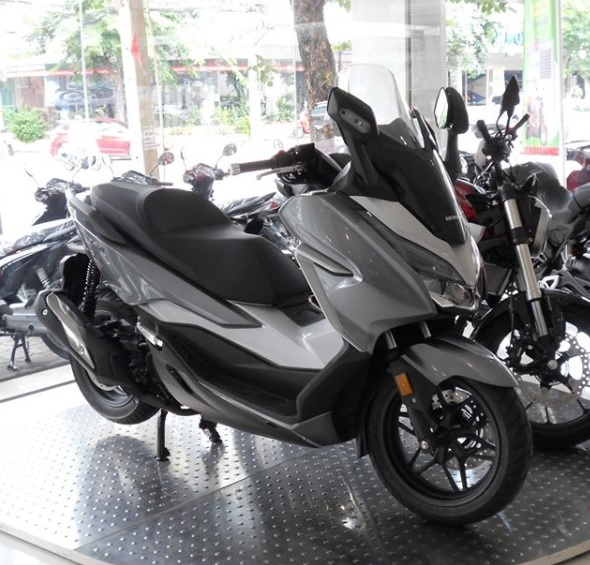
Forza 300 serie NF08

La seconda generazione del Forza 300 viene presentata nel marzo 2018 e viene prodotta ad Atessa ed esportata globalmente ad eccezione del mercato giapponese dove viene venduto il Forza 250 prodotto in Thailandia. Adotta un nuovo telaio più rigido e leggero che ha permesso di ridurre la massa a pieno carico di 12 kg. La ciclistica adotta una nuova rota anteriore da 15” mentre al posteriore viene adottata una da 14”.
Cambia la forcella ora con steli da 33 mm mentre al posteriore è presente lo stesso schema a doppio ammortizzatore. Il Forza 300 di seconda generazione è più compatto nelle dimensioni con una lunghezza di 2.140 mm (-25 mm), passo di 1.510 mm (-36 mm), manubrio più stretto di 2 mm lungo ora 755 e frontale più compatto, 580 mm di larghezza (860 mm compreso gli specchietti aperti), la sella ora è alta 780 mm da terra (+62 mm).
L’impianto frenante è composto da disco anteriore da 256 mm e pinza a 2 pistoncini, disco posteriore da 240 mm con pinza a un pistoncino. L’ABS è di serie insieme al controllo di trazione HSTC.

## Honda Forza 350 (NSS350)

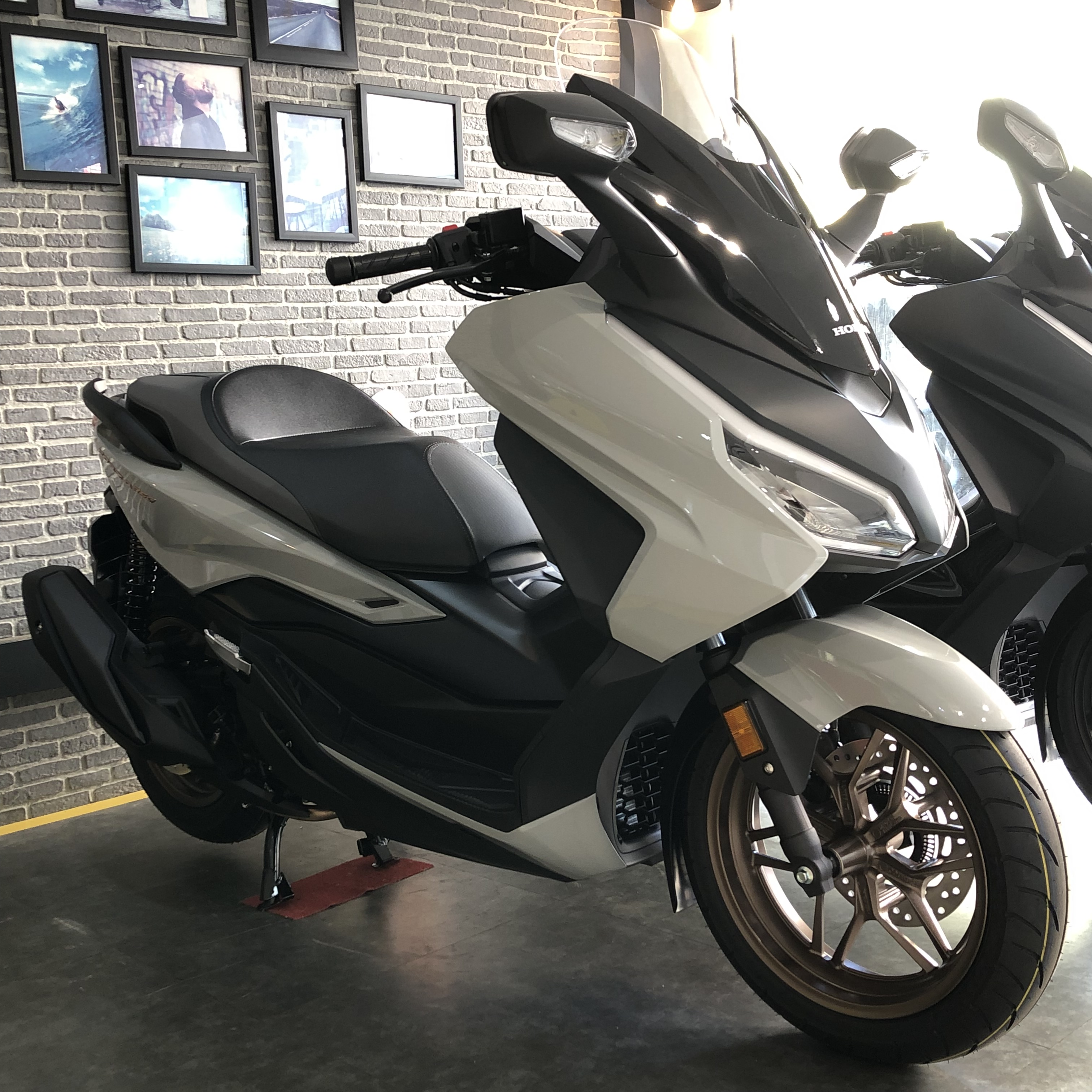
Forza 350 serie NF10

Il Forza 350 (codice telaio NF10) è stato presentato il 14 ottobre 2020 ed è l’erede del modello 300. Fabbricato ad Atessa e venduto globalmente mantiene la ciclistica e l’estetica della serie NF08 aggiornata in pochi dettagli.
Il motore è il nuovo 350 utilizzato anche dall’Honda SH 350, un monocilindrico quattro tempi da 330 cc effettivi raffreddato a liquido che eroga 29,2 CV (21,5 kW) a 7.500 giri/min e una coppia di 31,5 Nm a 5.250 giri/min. Il peso a pieno resta di 184 kg. Il motore è omologato Euro 5.
Esteticamente viene introdotto il parabrezza con regolazione elettrica con un’escursione di 180 mm, maniglie del passeggero in plastica (invece che in alluminio), nuovo profili aerodinamici per lo scudo anteriore. La sella è alta
780 mm da terra. La forcella telescopica ha steli di 33 mm, il forcellone in alluminio è stato ridisegnato ed è più leggero, al posteriori sono presenti doppi ammortizzatori regolabili nel precarico su 7 posizioni. Gli pneumatici e l’impianto frenante resta quello del modello 300.

## Forza 125 (NSS125)

### Prima generazione JF60 (2014-2018)
Presentato all’Intermot nell’ottobre del 2014 il Forza 125 è il più piccolo della famiglia Forza ed è un modello progettato e prodotto espressamente per il mercato europeo.
Si tratta dell’erede dell’Honda S-Wing e adotta il motore eSP (enhanced Smart Power) 125 cc raffreddato a liquido con distribuzione monoalbero a 4 valvole; tale unità eroga 10,5 kW (14,3 CV) a 8.750 giri/min, e una coppia massima di 12 Nm a 8.250 giri/min. È omologato Euro 3. Di serie lo start&stop. Il consumo medio è di 43,5 km/l nel ciclo WMTC.
Il telaio utilizza una versione rivista del modello 250 con forcella telescopica a steli da 33 mm e doppi ammortizzatori posteriori.
Esteticamente richiama il family feeling dei modelli di cubatura maggiore, introduce inoltre il parabrezza regolabile su sei posizioni con escursione di 120 mm.
Monta una ruota anteriore da 15 pollici com pneumatico 120/70-15, mentre la ruota posteriore è da 14 pollici con pneumatico 140/70-14.
L’impianto frenante è composto da disco anteriore da 256 mm con pinza a 2 pistoncini e disco posteriore da 240 mm, con pinza a singolo pistoncino.
La lunghezza è di 2.134 mm, larghezza di 758 mm e altezza di 1.452 mm. Il passo misura 1.490 mm. La sella è alta 780 mm da terra. Il peso con il pieno di benzina è pari a 162 kg.

### Seconda generazione JF69 (2017-2020)
Nel novembre 2016 viene presentato ad EICMA la seconda serie che altro non è che un lieve restyling con modifiche all’estetica.  Vengono introdotti nuovi specchietti retrovisori, avviamento a pulsante keyless, taratura degli ammortizzatori posteriori rivista e motore potenziato che eroga ora 15 CV a 8.750 giri/min, e una coppia massima di 12,5 Nm a 8.250 giri/min con omologato Euro 4.

### Terza generazione JK02 (dal 2020)
Presentato nell’ottobre 2020, questa generazione è tutta rinnovata sia nella ciclistica che nell’estetica; viene ridisegnata la carrozzeria con nuovi specchietti, scudo anteriori e parabrezza regolabile con escursione di 180 mm, nuovi fanali full-Led e presa di ricarica USB nel vano sottosella.
Il motore è invariato e resta il classico 125 eSP che eroga 15 CV (11 kW) di potenza a 8.750 giri/min e una coppia massima di 12,2 Nm a 6.500 giri/min. Abbinato allo start&stop è omologato Euro 5 e dichiara un consumo di 42,7 km/l (nel ciclo medio WMTC).
Alla dotazione di sicurezza si aggiunge il controllo di trazione. Il
peso a pieno è di 161 kg.
La lunghezza è di 2.140 mm, larghezza di 755 mm e altezza di 1.500 mm, il passo misura 1.505 mm. Ruote e impianto frenante sono le stesse del precedente.

## Honda Forza 750 (NSS750)
Il modello 750 (codice RH11) si posiziona all’apice della gamma Forza e utilizza un telaio specifico; tale modello, di impostazione sportiva, sostituisce sia il precedente Honda Integra 750 che l’SW T-600.
Presentato ad ottobre 2020 e posto in vendita dal 2021 il Forza 750 ha uno specifico telaio tubolare in acciaio a forcella rovesciata Showa SFF-BP di 41 mm, forcellone in alluminio, sospensione posteriore Pro-link con ammortizzatore Showa e ruote anteriori da 17” e posteriori da 15”. Tale telaio viene utilizzato anche dall’Honda X-ADV 750.
Lungo 2,2 metri, largo 0,79 metri e alto 1,485 metri ha un passo che misura 1,59 m e il peso (con il pieno) è di 235 kg. La sella è alta 0,79 m, il vano sottosella ha un volume di 22 litri e può ospitare un casco integrale. L'impianto frenante è composto all’anteriore da pinze a 4 pistoncini ad attacco radiale con dischi flottanti di 310 mm, posteriore con pinza a 1 pistoncino, disco di 240 mm.
Il motore è un bicilindrico parallelo a “corsa lunga” da 745 cm³ effettivi otto valvole raffreddato a liquido con comando del gas Throttle by Wire (TBW) a quattro modalità di guida (Standard, Sport, Rain e una personalizzabile denominata User). La potenza massima è di 58,6 CV a 6750 giri/min, con una coppia massima di 69 Nm a 4750 giri/min. È prodotto anche nella versione depotenziata a 35 kW per pantente A2. Il motore è omologato Euro 5 e ha consumo di 27,8 km/l (nel ciclo medio WMTC). Di serie ha ABS e controllo di trazione. Il cambio è a doppia frizione DCT a sei rapporti.